# PGC 61534
LEDA/PGC 61534 ist eine Spiralgalaxie vom Hubble-Typ Sd im Sternbild Schlangenträger nördlich der Ekliptik und ist schätzungsweise 107 Millionen Lichtjahre von der Milchstraße entfernt. Sie gilt als Mitglied der vier Galaxien umfassenden NGC 6574-Gruppe (LGG 419).